# Ranieri Ghelardi
Ranieri Ghelardi (Pontedera, 13 maggio 1911 – ...) è stato un calciatore italiano, di ruolo terzino.

## Carriera
Militò nel Pontedera e nel Siena, con cui giocò con il Siena il campionato misto A/B del 1945-1946.

## Palmarès

### Club

#### Competizioni nazionali
- Prima Divisione: 1

Siena: 1934-1935
- Serie C: 1

Siena: 1937-1938